# San Benedetto Po
San Benedetto Po (lombardul: San Benedét) település Olaszországban, Lombardia régióban, Mantova megyében. Lakosainak száma 6648 fő (2023. január 1.). San Benedetto Po Borgoforte, Motteggiana, Quistello, Sustinente, Bagnolo San Vito, Moglia és Pegognaga községekkel határos.

## Népesség
A település lakossága az elmúlt években az alábbi módon változott:
| Lakosok száma | 7217 | 7040 | 6648 |
|               | 2017 | 2018 | 2023 |